# Exorcista II: el hereje
Exorcista II: el hereje (Exorcist II: The Heretic) es una película estadounidense de terror y la secuela de la película El exorcista, de 1973. Fue dirigida por John Boorman, quien coescribió el guion de William Goodhart, y protagonizada por Linda Blair, Richard Burton, Louise Fletcher, Kitty Winn y James Earl Jones. La película se desarrolla cuatro años después de El exorcista, y se centra en una niña de 17 años de edad, Regan MacNeil, que aún se está recuperando de la posesión demoníaca que sufrió anteriormente.
La película fue vapuleada por público y crítica en el momento de su estreno, en junio de 1977; en parte por lo confuso de su guion y, especialmente, por su alejamiento del estilo narrativo y visual de la primera entrega. Desde entonces se ha convertido en una película de culto y tras un nuevo visionado ha recibido el apoyo de fanáticos y profesionales como el director Martin Scorsese, quien declaró: «Me gusta El exorcista, por la culpa católica que tiene, y porque me asustó a mí, pero El hereje la supera. Boorman quizá falló en ejecutar el material, pero aún así la película se merecía algo mejor de lo que obtuvo».
En cualquier caso, el filme muestra una factura impresionante, consecuencia de su presupuesto de 14 millones de dólares (el más caro de la Warner hasta entonces), con una aclamada banda sonora a cargo de Ennio Morricone. Recaudó 30.749.142 dólares en Estados Unidos, una cifra muy inferior a la de la primera entrega, aunque suficiente para recuperar gastos y colocarse en el Top 20 de las más vistas de 1977.

## Sinopsis
El padre Philip Lamont (Richard Burton), es un sacerdote que lucha con su fe mientras intenta exorcizar a una muchacha poseída en Perú. En plena crisis de posesión, la muchacha se queja ya que no comprende por qué se permitió al demonio poseerla si ella tiene el poder de "curar a los enfermos", tras lo cual se rocía combustible y se suicida. Posteriormente, Lamont es asignado por el cardenal (Paul Henreid) para investigar la muerte del padre Lankester Merrin (Max von Sydow), quien había sido asesinado cuatro años antes mientras estaba exorcizando al demonio asirio Pazuzu (Karen Knapp) en el cuerpo de Regan MacNeil (Linda Blair). El cardenal informa a Lamont (que ha tenido alguna experiencia en el exorcismo, y ha estado expuesto a las enseñanzas de Merrin) que la Iglesia había acusado a Merrin por cargos de herejía por la realización del exorcismo. Al parecer, las autoridades eclesiásticas censuraron las enseñanzas y escritos del Padre Merrin relativos a la idea de que el poder de Satanás podría derrocar a Dios, e incluso llegan a acusarlo de hacerse satánico al final de su vida.
Regan, aunque ahora aparentemente normal y con su tutora Sharon Spencer (Kitty Winn) en Nueva York, sigue siendo vigilada en un instituto psiquiátrico por la doctora Gene Tuskin (Louise Fletcher). Regan dice no recordar nada de lo sucedido en Washington D. C. durante su exorcismo, pero Tuskin cree que sus recuerdos sólo están enterrados o reprimidos. El padre Lamont visita el instituto, pero sus intentos de consultar a Regan sobre las circunstancias de la muerte del padre Merrin son rechazados por la doctora Tuskin quien cree que las preguntas de Lamont le harían más mal que bien debido al posible sentimiento de culpa por las muertes que se produjeron durante su exorcismo. 
En un intento de sondear sus recuerdos del exorcismo, la Dra. Tuskin hipnotiza a la niña, que está conectada a un "sincronizador" (una especie de dispositivo de biofeedback utilizado por dos personas para sincronizar sus ondas cerebrales) durante esa sesión el padre Lamont puede ver como el Padre Merrin fue asesinado por el demonio Pazuzu que le provoca un ataque al corazón durante el cual el Padre Merrin pierde su vida. 
Tras una visita guiada por Sharon en la casa de Georgetown donde se llevó a cabo el exorcismo, Lamont vuelve junto con Regan por el sincronizador. El sacerdote pasa a ser un espíritu en el pasado, donde observa al padre Merrin exorcizar a un chico, Kokumo (Joey Green), en África, además puede ver el último exorcismo del Padre Merrin y las circunstancias en las que Pazuzu asesina al jesuita en la habitación de Regan.
Al enterarse de que el niño desarrolló poderes especiales para luchar contra Pazuzu, que aparece como una plaga de langostas, Lamont viaja a África, desafiando a su superior y buscando la ayuda de un Kokumo ya adulto (James Earl Jones). Como su búsqueda no da resultados, el mismo Pazuzu se ofrece a guiarlo si el sacerdote lo invoca y se lo pide, a lo que accede. Cuando se entera Kokumo, furioso, expulsa a Pazuzu y recrimina al sacerdote por haber pedido ayuda al demonio. Ante la insistencia del sacerdote, el chamán le impone una prueba: si es capaz de atravesar descalzo un pasillo lleno de afilados clavos sin demostrar dolor o detenerse, lo atenderá y revelará todo lo que sabe. Sin embargo, sus inseguridades lo dominan y tras dar un solo paso se desploma a causa del dolor.
Lamont despierta en un laboratorio donde le aseguran que su visión del chamán solo fue una alucinación producto de una insolación que lo hizo desmayarse en la calle mientras buscaba el paradero de Kokumo, por lo que fue llevado allí para que le prestaran primeros auxilios. Pero en las instalaciones se entera de que Kokumo se ha convertido en uno de los científicos del lugar y se dedica a estudiar cómo evitar que los enjambres de langostas ataquen los cultivos autóctonos. Lamont razona que aunque falló la prueba del chamán, este lo ha enviado a un sitio donde le pueden dar pistas, y es gracias a lo que aprende en el laboratorio que Pazuzu ataca a todos los que tienen algún tipo de capacidad de curación psíquica.
Regan es capaz de llegar telepáticamente a la mente de los demás, y usa esto para ayudar a una niña autista. El padre Merrin pertenecía a un grupo de teólogos que creen que los poderes psíquicos fueron un regalo espiritual, que un día serían compartidos por toda la humanidad en una especie de conciencia mundial. En una visión, Merrin le dice a Lamont que no sólo Kokumo posee poderes psíquicos sino que otros como él han ido apareciendo. Merrin ha buscado a los que ha podido y los ha protegido del demonio, además le dice a Lamont que Regan es muy valiosa y que se la confía para que vele por ella.
Lamont y Regan vuelven a la vieja casa en Georgetown, siendo seguidos por la doctora Tuskin y Sharon, quienes están preocupadas por Regan. En el camino, Pazuzu tienta a Lamont (que aparece como otra Regan) ofreciéndole un poder ilimitado. Lamont se resiste a los ataques y en ese momento un enjambre de langostas ataca a la pareja y la casa entera comienza a derrumbarse a su alrededor. Lamont lucha con la doble de Regan, le abre su pecho y le arranca el corazón. Al final, Regan destierra a las langostas (y a  Pazuzu) mediante el mismo ritual utilizado por Kokumo para deshacerse de las plagas en África. Fuera de la casa, Sharon muere a causa de las lesiones por quemaduras pero el padre Lamont absuelve sus pecados y la doctora Tuskin le dice a Lamont que vele por Regan. Ambos se alejan y después llega la policía, quien le pregunta a Tuskin por lo sucedido, pero ella no contesta.
Hacia el desenlace se explica que así como Dios ha entregado poderes a humanos puros para que ayuden a la humanidad (Regan, Kokumo, la niña peruana entre otros), Satanás ha enviado a Pazuzu para poseerlos y evitar que lleven a cabo el mandato divino encomendado, por lo que a partir de ese momento Lamont y Regan se ponen como misión ir por el mundo enfrentándose al mal allí donde intente poseer a quienes lleven a cabo la misión divina.

## Producción
El escritor y productor de la película El exorcista, William Peter Blatty, y el director de la misma, William Friedkin, no tenían ningún interés de participar en una secuela de esta. Blatty dijo: «Hice advertencias  y entonces pensé: Karras cayó por las escaleras, está muerto, la historia ha terminado. No hay ninguna secuela posible. Por lo tanto, rechazada». Richard Lederer firmó para participar en la película como coproductor y al dramaturgo William Goodhart se le encargó escribir el guion. Dick Smith, quien ganó prominencia y éxito a través de la variedad y el ingenio de sus maquillajes de efectos para El exorcista, volvió a ofrecer su experiencia para Exorcista II.

### Guion
Goodhart basó su guion en torno a las teorías de Pierre Teilhard de Chardin (el arqueólogo y paleontólogo jesuita que inspiró el personaje del padre Merrin cuando Blatty escribió la novela El exorcista). La noción de Teilhard de Chardin de la evolución de la humanidad para formar un conjunto telepático fue incorporada al guion de la película. Blatty mostró una copia del guion original de Goodhart a la Warner, y esto muestra algo de su participación en la producción de la película. Según Richard Lederer, Exorcista II fue concebida como un asunto de bajo presupuesto: «Lo que básicamente quería hacer con la secuela era rehacer la primera película... Teniendo la figura central, un sacerdote que realiza una investigación, todos los involucrados con el exorcismo, se apaguen a secuencias no utilizadas, los ángulos no utilizados en la primera película. Un refrito de bajo presupuesto -unos US$ 3 millones- de El exorcista, un enfoque bastante cínico para hacer cine, lo admito. Pero eso fue el principio».

### Elección del elenco

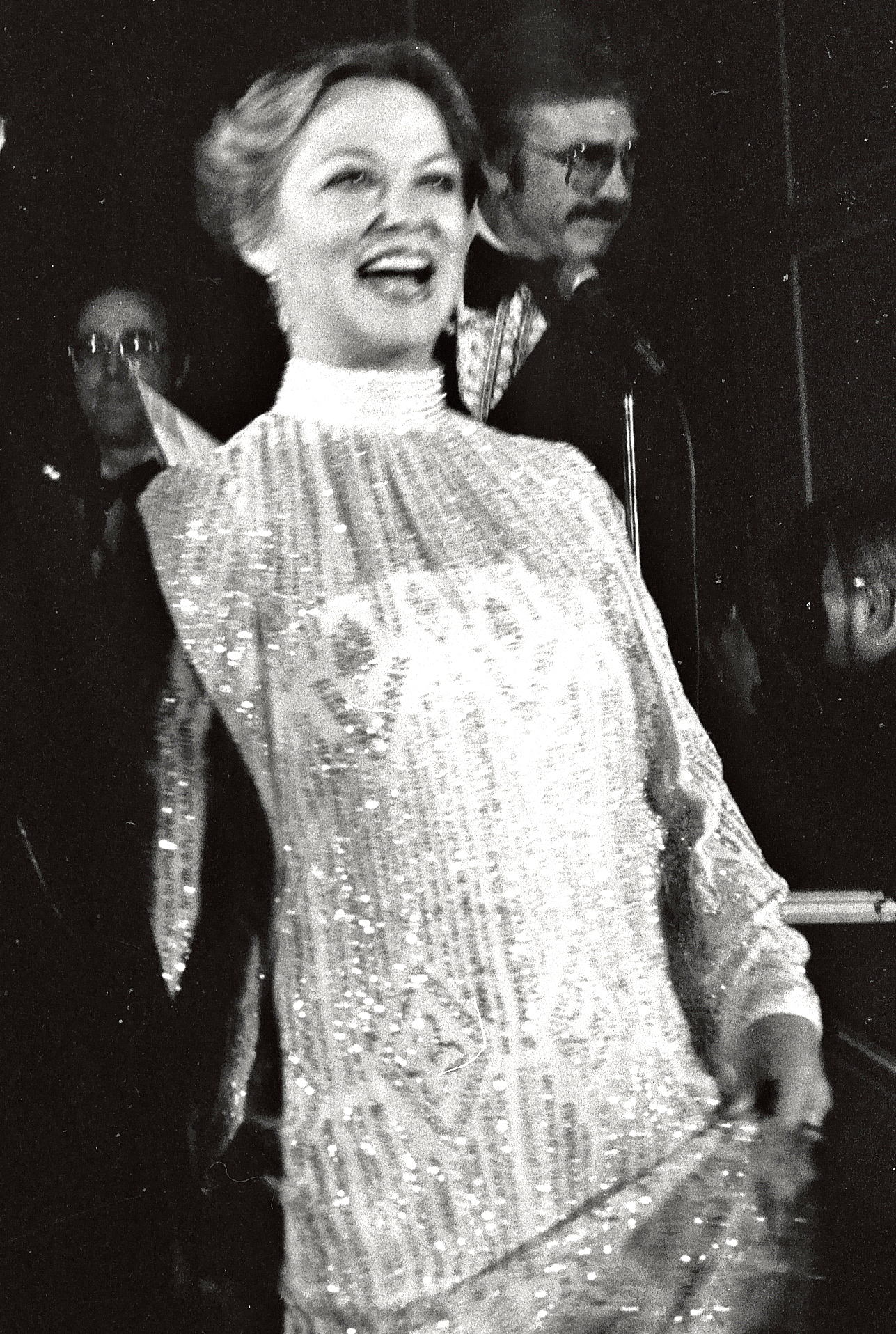
Louise Fletcher, quien ganó un Óscar en 1976, aceptó el papel de la Dra. Gene Tuskin en la película Exorcista II: el hereje

Antes de considerar a Linda Blair para el papel de la ahora adolescente Regan MacNeil, los productores consideraron en su casting a Melissa Sue Anderson, Rosanna Arquette, Jamie Lee Curtis, Jodie Foster, Mariel Hemingway (nominada al Globo de Oro el mismo año), Helen Hunt, Jennifer Jason Leigh, Kristy McNichol (ganadora de un Emmy el mismo año), Tatum O'Neal (ganadora de un Óscar en 1974) y Brooke Shields. Blair aceptó el papel, pero se negó a usar maquillaje demoníaco, por lo que May Boss fue la doble que realizó las breves escenas de flashback que muestran a una demoníaca Regan. John Boorman entró en contacto con el reverendo William O'Malley para que interpretara al padre Joseph Kevin Dyer de la primera película, pero O'Malley estaba ocupado y no podía dedicarse a la secuela, por lo que el personaje del padre Dyer fue sustituido por el del padre Philip Lamont. Jon Voight, David Carradine, Jack Nicholson y Christopher Walken fueron considerados para interpretarlo. Voight estuvo de acuerdo en firmar, pero más tarde abandonó el proyecto al preocuparse por el guion, Carradine tuvo una disputa financiera con su serie de televisión Kung Fu y el sueldo de Nicholson fue considerado demasiado alto. Finalmente la elección se hizo pensando en la edad del personaje, y Richard Burton firmó para interpretarlo.
Originalmente el papel del doctor Gen Tuskin fue pensado para un hombre, tomándose en consideración a Chris Sarandon y George Segal. Cuando se decidió cambiar el sexo del personaje, se pensó tanto en Ann-Margret como en Jane Fonda fueron consideradas. Finalmente Louise Fletcher, quien había ganado el Premio Óscar por Alguien voló sobre el nido del cuco (1975), aceptó el papel.
Originalmente, el guion tenía un papel importante para el personaje de Lee J. Cobb, el teniente Kinderman, pero tras la muerte de Cobb en 1976 la historia fue modificada. El guion de la película no guardó ninguna semejanza con la novela de Blatty Legión (1983), que más tarde fue llevada al cine como El exorcista III (1990) y presentó al teniente Kinderman (entonces interpretado por George C. Scott), y al padre Dyer (interpretado por Ed Flanders).

### Elenco
| Actriz/Actor      | Personaje              |
| ----------------- | ---------------------- |
| Linda Blair       | Regan Teresa MacNeil   |
| Richard Burton    | Padre Philip Lamont    |
| Louise Fletcher   | Dra. Gene Tuskin       |
| Max von Sydow     | Padre Lankester Merrin |
| Kitty Winn        | Sharon Spencer         |
| James Earl Jones  | Kokumo adulto          |
| Paul Henreid      | El cardenal            |
| Ned Beatty        | Edwards                |
| Belinha Beatty    | Liz                    |
| Rose Portillo     | Chica latina           |
| Bárbara Casón     | Mrs. Phalor            |
| Tiffany Kinney    | Niña sorda             |
| Joey Green        | Kokumo de joven        |
| Fiseha Dimetros   | Monk Joven             |
| Ken Renard        | Abad                   |
| Hank Garrett      | Conductor              |
| Lorry Goldman     | Víctima de accidente   |
| Bill Grant        | Conductor del taxi     |
| Shane Butterworth | Gary Tuskin            |
| Joely Adams       | Linda Tuskin           |
| Robert Lussier    |                        |
| Charles Parks     |                        |
| Richard Paul      | Hombre en el avión     |
| George Skaff      |                        |
| Karen Knapp       | Pazuzu                 |
| Dana Plato        | Sandra Phalor          |

### Dirección

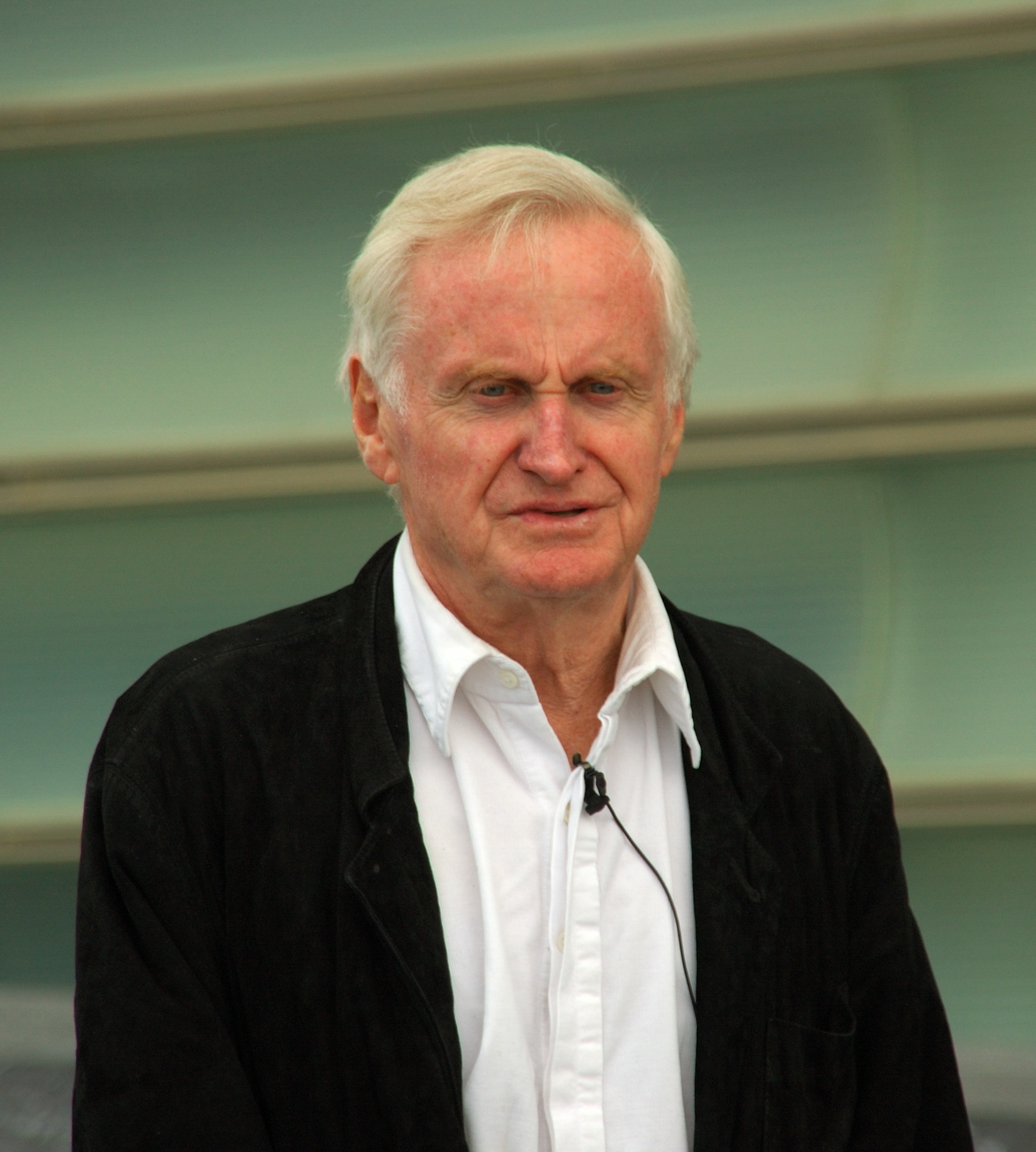
John Boorman aceptó dirigir la secuela de El Exorcista.

El cineasta británico John Boorman firmó contrato para dirigir la secuela, afirmando que «la idea de hacer un thriller metafísico ha producido un gran llamamiento a mi psique». Años antes, Boorman había sido considerado por la Warner Bros. como posible director de la primera entrega de la serie, pero encontró que la historia era «repulsiva». Boorman, sin embargo, estaba intrigado con la idea de dirigir una secuela, y explicó que «cada película tiene que luchar para encontrar una conexión con su audiencia. Aquí vi la oportunidad de hacer una película muy ambiciosa, sin tener que pasar el tiempo desarrollando esta conexión».
El exorcista II comenzó a rodarse en mayo de 1976, con un presupuesto de US$ 12,5 millones (en última instancia, la película costó US$ 14 millones). Aunque Boorman quería que la mayoría de la película se filmara en varios lugares (entre ellos Etiopía y la Ciudad del Vaticano), muchos de los planes de Boorman demostraron ser imposibles. Incluso la casa en Georgetown tuvo que ser replicada en el estudio, porque a los realizadores se les negó el permiso para filmar en la casa original. Los cineastas también tuvieron que repetir los infames "Pasos Hitchcock" adyacente a la casa MacNeil, ya que se les había denegado el permiso por los funcionarios de Washington para rodar las escenas en medidas reales.
Una escena clave fue la del sonambulismo de Regan vagando por la azotea, filmada en Nueva York en la cima de la Quinta Avenida 666 (Warner Bros., donde fueron ubicadas las oficinas). Sin dobles y sin efectos especiales, la escena mostró los pies de Linda Blair en las afueras del edificio de la Quinta Avenida abajo. Algunos miembros de la filmación encontraron el rodaje de esta escena muy aterrador. La escena fue realizada con Blair acostada sobre su espalda, se colocó de tal manera que las rodillas y los pies estaban al borde del techo. El camarógrafo, vistiendo un camisón y llevando un arnés de seguridad, se situó por encima de Blair con el camisón plantado sobre sus rodillas y su cámara dirigida hacia la Quinta Avenida.

### Problemas durante el rodaje
La película tuvo numerosos problemas durante la producción. John Boorman estaba insatisfecho con el guion de William Goodhart, y Boorman le pidió hacer una reescritura, incorporando las ideas de Rospo Pallenberg. Goodhart se había negado, por lo que el guion fue reescrito por Pallenberg y Boorman (en pantalla, los créditos nombran como único guionista a Goodhart, aunque Pallenberg no recibió el crédito de "Creative Associate"). El guion se reescribió constantemente, incluso durante la misma película, con los cineastas inciertos sobre la forma en que la historia debía terminar. Boorman contrajo una dosis de Fiebre de Valle de San Joaquín (una infección respiratoria por hongos), que canceló la producción de más de un mes (un costoso retraso). Otros problemas que se incluyeron fueron imágenes muy saturadas y que requerían volver a filmarlas; la rápida muerte de las langostas importadas de Inglaterra para la película (2.500 langostas se enviaban, y murieron a un ritmo de 100 por día); el editor John Merritt dejó la producción (fue reemplazado por Tom Priestley); y las actrices Kitty Winn y Louise Fletcher sufrieron de infecciones a la vesícula biliar.

## Banda sonora
La película tuvo como compositor a Ennio Morricone, quien fue comisionado para escribir una partitura original para la música del Exorcista II (en contraste con la primera película, que compuso una partitura de música preexistente de diversos compositores).
1. "Regan's Theme (Finale)" - 2:57
2. "Pazuzu" - 2:54
3. "Interrupted Melody" - 2:46
4. "Rite of Magic" - 2:36
5. "Little Afro-Flemish Mass" - 4:34
6. "Great Bird of the Sky" - 1:37
7. "Magic and Ecstasy" - 3:04
8. "Seduction and Magic" - 1:17
9. "Regan's Theme (Floating Sound)" - 2:07
10. "Dark Revelation" - 1:22
11. "Night Flight" - 5:50
12. "Interrupted Melody" - 2:57
13. "Exorcism" - 0:58

## Estreno
La película tuvo su estreno el 17 de junio de 1977 en 703 cines de Estados Unidos, siendo uno de los estrenos más amplios hasta el momento. La expectación era tal, que el público acudió en masa durante su primer fin de semana, a pesar de que los informes indican que la película inspiró la risa de la audiencia en su estreno en Nueva York. Todo parecía ir bien, hasta que apareció en escena el “sincronizador”. Blatty dice que fue la primera persona en reírse en el teatro donde vio la película, para ser seguido por otros espectadores  ("Usted pensaría que estábamos viendo Los Productores"). Blatty también alega que el día después de haber visto la película, él llamó al coproductor Richard Lederer y le dijo "ten la película antes del estreno. Dámela a mí y, sin tocar el marco de la película, voy a crear una nueva trama, un nuevo diálogo".
La película fue vapuleada por la crítica, recibiendo críticas mediocres. Algunos apuntan que la ausencia del estilo narrativo y visual de la primera película (es decir, del género de terror en definitiva) y su incursión en un thriller conceptual no contentó a la audiencia, ávida de sustos y de escenas impactantes. En cualquier caso, la película debutó en segundo puesto de la taquilla (tras la taquillera La Guerra de las Galaxias), recaudando $6,735,000 con una espectacular recaudación media de $9,850 por cine. Sin embargo la respuesta negativa de crítica y público forzó a John Boorman a reeditarla  en diez días con el objetivo de hacerla más entendible. La versión reeditada (y un poco más corta) tuvo un poco más de éxito (si bien algunos críticos comentaron que la reestructuración de Boorman hizo la película aún más incoherente). Boorman abrevió y modificó el orden de ciertas escenas, borró algunas líneas del diálogo; cambió algunas señales musicales, y añadió una introducción con la narración de Richard Burton y un final alternativo en el que el personaje de Burton muere. El argumento, sin embargo, no es muy diferente entre las dos versiones de la película. El original, totalmente en bruto, dura 118 minutos y está disponible en DVD, mientras que la versión reeditada dura 110 minutos y todavía existe sólo en VHS.
Finalmente, el film acabó por perder fuelle, recaudando unos ingresos finales de $30,749,142, una ínfima parte de la recaudación final de su predecesora, aunque suficiente para cubrir los altos costes de producción y colocarse entre las 20 películas más vistas del año. Con unos ingresos ajustados por inflación de $109,620,691, la película difícilmente puede calificarse de fracaso en el sentido de la palabra (de hecho, en la actualidad pocos filmes de terror superan la barrera de los 100 millones de dólares en Estados Unidos). Si bien sus altísimas expectativas en taquilla, como consecuencia de ser la primera secuela de un fenómeno global, la convirtieron en una de las mayores decepciones financieras de la historia del cine hasta ese momento.

### Estrenos por Países
| País                          | Fecha                    | Festivales y otros                           |
| ----------------------------- | ------------------------ | -------------------------------------------- |
| Estados Unidos                | 17 de junio de 1977      |                                              |
| Japón                         | 16 de julio de 1977      |                                              |
| Australia                     | 15 de septiembre de 1977 |                                              |
| Reino Unido                   | 15 de septiembre de 1977 |                                              |
| República Democrática Alemana | 22 de septiembre de 1977 |                                              |
| Finlandia                     | 30 de septiembre de 1977 |                                              |
| Suecia                        | 26 de octubre de 1977    |                                              |
| Francia                       | 25 de enero de 1978      |                                              |
| España                        | 3 de abril de 1978       |                                              |
| Corea del Sur                 | 6 de junio de 1979       |                                              |
| Grecia                        | 9 de noviembre de 2001   | Festival Internacional de Cine de Tesalónica |

### Respuestas de la crítica
Stephen H. Scheuer escribió sobre el Exorcista II que "puede ser sólo la peor secuela de la historia del cine, es estupefaciente, aburrida, insípida y no da miedo siguiendo a la campeona de taquilla de 1973... Exorcista II es un desastre en todos los niveles, un terrible guion, una edición terrible, la peor dirección de John Boorman, inevitablemente acompañada de un tonto actuar. En una escena que caracteriza a este lamentable film, es cuando Burton y Jones, dos actores espléndidos, están escupiendo diálogo inane, mientras que Jones está vestido como un brujo". Leslie Halliwell describe la película como "muy insatisfactoria... es un melodrama que cae de plano sobre su rostro a lo largo de algunos díscolos caminos de fantasía, metafísica y religión. Fue publicada en dos versiones y cualquiera de ellas son ininteligibles". Leonard Maltin describe la película como "una absurda secuela... en especial los efectos son la única virtud en este pavo". Danny Peary desestimó al Exorcista II como "absurda".
Aunque la mayoría de los encuestados respondió negativamente sobre la película, Pauline Kael prefería la secuela de Boorman que la película original, escribiendo una reseña en The New Yorker que "el Exorcista II tenía magia más visual que una docena de películas". Desde el lanzamiento inicial del Exorcista II, algunos de los críticos y directores más importantes han elogiado la película. Kim Newman escribió en Nightmare Movies (1988) que "no funciona en todo tipo de formas... Sin embargo, la mezcla de la música tribal y litúrgica de Ennio Morricone llega a ser muy interesante". El director Martin Scorsese afirmó: "La imagen se pregunta: ¿Tiene la gran bondad de llevar sobre sí mismo un gran mal? Esto se remonta al libro de Job, es la prueba del bien de Dios. En este sentido, Regan (Linda Blair) es un moderno-día santo - como Ingrid Bergman en Europa '51, y en cierto modo, Charlie en Malas Calles. Me gusta El Exorcista, por la culpa católica que tiene, y porque me asustó a mí, pero El Hereje la supera. Tal vez Boorman falló en ejecutar el material, pero la película todavía se merecía algo mejor de lo que tengo".
El libro de Bob McCabe The Exorcist: Out of the Shadows contiene un capítulo sobre la película en la que Linda Blair dijo que "la película fue una de las grandes decepciones de mi carrera", y John Boorman confesó que "el pecado que cometí fue no darle al público lo que quería en términos de horror... Hay una bestia salvaje allí afuera que es el público". Irving Thalberg dijo: "Las películas no están hechas, son re-hechas".
La película supuestamente dañó la carrera de Linda Blair, que pasó de ser una de las jóvenes más populares de Hollywood a una actriz de explotación para películas de bajo presupuesto. John Boorman confesó que "el pecado que cometí fue no dar a la audiencia lo que quería en términos de horror... hay esta fiera por ahí que es el público. Como Irving Thalberg dijo: Las películas no se hacen, se rehacen." Boorman se recuperó del fracaso financiero de la película con el éxito de Excalibur (1981) unos pocos años más tarde, y la serial del exorcista eventualmente obtuvo una orientación más guiada hacia el horror, como su secuela El Exorcista III (1990), adaptada por William Peter Blatty a partir de su propia novela Legión (1983).
El libro de Bob McCabe "The Exorcist: Out of the Shadows (Omnibus Press, 1999)" contiene un capítulo sobre El Exorcista II: El Hereje en el que las respuestas negativas de William Peter Blatty, William Friedkin y Linda Blair en la secuela se señaló:
- William Peter Blatty: "Sorprendentemente mala. Extraordinariamente mala, si no recuerdo... Mi parte un poco favorita fue cuando el taxista se sale y se extiende a lo largo de Kitty Winn, y ella se hace una brasa, queda carbonizada, su coche se ha quemado, y él dice "¿Estás bien?" Yo no podía creerlo..."
- Linda Blair: "Fue realmente un buen guion en un principio. Luego, después de todos los problemas el guion se reescribió cinco veces y terminó en nada como la misma película. Esta es una de las grandes decepciones de mi carrera".
- William Friedkin: "Vi una media hora de la misma. Yo estuve en Technicolor y un tío dijo "acabamos de terminar la impresión de Exorcista II, ¿quieres echar un vistazo a esto?", y miré la mitad de una hora y pensé que era tan mala como ver a un accidente de tráfico en la calle".

Una entrevista en 2005, John Boorman señaló que "todo se reduce a las expectativas de audiencia. La película que he hecho, he visto una especie de réplica a la fealdad y la oscuridad de El Exorcista. Y creo que el público, en retrospectiva, tenía razón. Yo les negaba lo que querían y estaban enojado con él. La película en sí, creo, es interesante, hay un buen trabajo en ella.

## Incoherencias

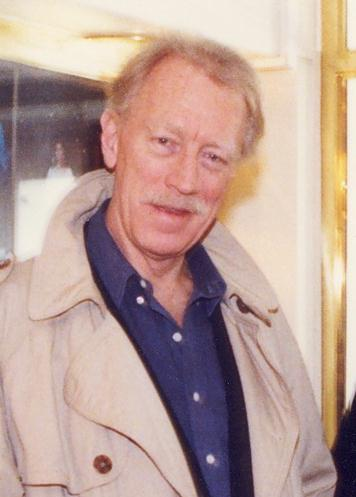
El personaje de Max von Sydow, el Padre Merrin, fue objeto de varias incoherencias entre El Exorcista y Exorcista II: El Hereje.

- "Exorcista II: El Hereje" contiene algunas incoherencias de la primera película, El Exorcista, en términos de historia y continuidad. En Exorcista II, la Iglesia parece tener una acusación al Padre Merrin por cargos de herejía por la realización del exorcismo hacia Regan, pero en la primera película, no sólo la Iglesia aprueba oficialmente el exorcismo, sino que Merrin fue específicamente seleccionado para realizar el mismo. También, a lo largo de Exorcista II, el padre Merrin es frecuentemente mencionado por los personajes como haber salvado a Regan, pero no se menciona al Padre Karras (que en realidad salvó a Regan).

- Uno de los elementos clave de "Exorcista II: El Hereje" es la del Padre Merrin haciendo un exorcismo a un joven llamado "Kokumo" en África. Este exorcismo es en primer lugar una referencia a la película original de El Exorcista, y de hecho se ilustra con imágenes en "Exorcista II: El Hereje". Aunque este mismo exorcismo se convierte en el centro de la trama, la película más reciente de la serie, Dominio: Protosecuela de El Exorcista y Exorcista: El Comienzo, se hizo poco esfuerzo para mantener la historia coherente. El niño no lleva el nombre Kokumo, los lugares y las circunstancias del exorcismo no se parecen a las de "Exorcista II: El Hereje", incluso a distancia, y, en última instancia, nos enteramos de que el chico africano no es en realidad un afligido, resulta ser otro personaje totalmente poseído.

- El Exorcista III ignora completamente (pero no necesariamente en contradicción con la película) los acontecimientos del Exorcista II.

## Versión Alternativa
En los años 80' fue estrenado en VHS una reedición de la película de Boorman con algunos cortes en la película.

## Lugares de Filmación
- Glen Canyon, UTAH, Estados Unidos.
- Georgetown, Washington, Distrito de Columbia, Estados Unidos.
- Nueva York, Estados Unidos.
- Page, Arizona, Estados Unidos.
- Burbank, California, Estados Unidos.

## Premios

### Academia de Sci-Fi, Fantasía y Horror
| Año  | Resultado | Premio         | Categoría/Destinatario(s)                               |
| ---- | --------- | -------------- | ------------------------------------------------------- |
| 1978 | Nominados | Premio Saturno | Mejores Efectos Especiales Albert Whitlock Chuck Gaspar |